# Немочин, Владимир Иванович
Владимир Иванович Немочин — советский хозяйственный, государственный и политический деятель, слесарь Улан-Удэнского мясоконсервного комбината Министерства мясной и молочной промышленности РСФСР, Бурятская АССР. Герой Социалистического Труда (1971).

## Биография
Родился 9 февраля 1925 года в селе Чикичей. Член КПСС с 1946 года.
С 1941 года — на хозяйственной, общественной и политической работе. В 1941—1985 гг. — наладчик автоматов консервного завода Улан-Удэнского мясоконсервного комбината, участник Великой Отечественной войны, слесарь Улан-Удэнского мясоконсервного комбината Министерства мясной и молочной промышленности РСФСР, рационализатор, автор десятков изобретений, Заслуженный рационализатор РСФСР.
В 1970 году досрочно выполнил плановые производственные задания Восьмой пятилетки (1965—1970). Указом Президиума Верховного Совета СССР от 26 апреля 1971 года «за выдающиеся успехи, достигнутые в развитии мясной и молочной промышленности» удостоен звания Героя Социалистического Труда с вручением ордена Ленина и золотой медали Серп и Молот.
Избирался депутатом Верховного Совета СССР 7-го созыва, Улан-Удэнского городского Совета народных депутатов.
Умер в Улан-Удэ 12 декабря 2003 года)